# Iván Boldizsár
Iván Boldizsár (n.1912-d.1988), a fost un scriitor,eseist, istoric literar maghiar.